# 新滩乡
新滩乡，是中华人民共和国江西省上饶市铅山县下辖的一个乡镇级行政单位。

## 行政区划
新滩乡下辖以下地区：
螺石村、蒋家村、清流村、莲花村、李叶村、麻车村、杨家村、占村、湖塘村、西坂村、后坂村、下徐村、江家村、九狮村和庙湾村。